# 1290

## Evenimente
- 10 iulie: Înfrânt de cumani și de tătari, regele Ladislau al IV-lea al Ungariei este asasinat de către propriii săi baroni; regele fiind lipsit de moștenitori, regatul cade pradă anarhiei feudale.
- 18 iulie: Regele Eduard I alungă pe toți evreii de pe cuprinsul Regatului Angliei și al Aquitaniei (c. 16.000 de persoane); aceștia se refugiază în Languedoc, Navara și Castilia.
- 1 august: Data tradițională a întemeierii Țării Românești; legendarul Negru Vodă, domn al Țării Făgărașului, descalecă la sud de Carpați.
- 10 septembrie: Genovezii distrug Porto Pisano, după care cuceresc insula Elba.
- 27 septembrie: Puternic cutremur de pământ în provincia Hebei din China; cca. 100.000 de victime.

### Nedatate
- septembrie: După moartea reginei Margareta I, tronul Scoției este revendicat de 13 pretendenți, printre care John Balliol și Robert Bruce; regele Eduard II al Angliei, solicitat să arbitreze dispută, revendică tronul Scoției pentru sine.
- Cavalerii teutoni încheie supunerea populațiilor baltice.
- Dinastia mamelucă din Sultanatul de Delhi este îndepărtată de la putere de către Djahal ad-Din Khaldji, care fondează o nouă dinastie.
- Galerele venețiene și genoveze ocolesc Peninsula Iberică și aduc la Bruges, Londra și Southampton produse provenite din Orient.
- Insula Gotland trece în stăpânirea Coroanei suedeze.
- Mongolii din Hoarda de Aur invadează regiunea Basarabia.
- Orașul Visby din insula Gotland este treptat înlocuit de Lübeck în cadrul comerțului cu Novgorodul.
- Regele Denis I al Portugaliei declară limba portugheză ca limbă oficială, în locul latinei.
- Regele Filip al IV-lea cel Frumos" al Franței achiziționează salinele de la Peccais, din apropiere de Aigues-Mortes.
- Venețienii și aragonezii transportă ajutoare în oameni la Accra; trupe indisciplinate provenite din Toscana și Lombardia trec la masacrarea populației musulmane, fapt ce va constitui pretextul pentru sultanul Egiptului de a interveni decisiv asupra Accrei.

## Arte, Știință, Literatură și Filosofie
- Artistul florentin Cimabue pictează celebrul său "Crucifix".
- Este încheiată construcția la catedrala Llandaff din Cardiff, în Țara Galilor.
- Începe edificarea fortăreței Akershus din Oslo, în Norvegia.

## Nașteri
- 4 august: Leopold I, viitor duce de Austria (d. 1326)
- Andrea Pisano, sculptor și arhitect italian (d. 1348)
- Bernardo Daddi, pictor italian (d. 1348)
- Giovanni Visconti, viitor episcop de Milano (d. 1354)
- Guido Gonzaga, viitor senior de Mantova (d. 1369)
- Jacob van Artevelde, politician (d. 1345)
- Jean de Muris, filosof și matematician francez (d. 1351)
- Warcislaw al IV-lea, viitor duce de Pomerania (d. 1326)

## Decese
- 3 februarie: Henric al XIII-lea, duce de Bavaria (n. 1235)
- 10 mai: Rudolf al II-lea, duce de Austria (n. 1271)
- 23 iunie: Henric al IV-lea "cel Drept", duce de Cracovia (n. 1258)
- 10 iulie: Ladislau al IV-lea, rege al Ungariei (n. 1262)
- 26 septembrie: Regina Margareta I a Scoției (n. 1283)
- 10 noiembrie: Qalawun, sultan mameluc de Cairo (n. 1222)
- 28 noiembrie: Eleonora a Castiliei, prima soție a regelui Eduard I al Angliei (n. 1241)
- 18 decembrie: Magnus al III-lea, rege al Suediei (n. 1240)
- Grigore al II-lea, patriarh de Constantinopol (n. 1241)
- Henric al IV-lea de Silezia (n. ?)
- Prijezda al II-lea, ban al Bosniei (n. ?)
- Salimbene de Adamo, călugăr (n. 1221)

## Înscăunări
- 4 august: Andrei al III-lea, rege al Ungariei (1290-1301).
- 8 septembrie: Carol Martel, ca rege al Neapolelui (1290-1295), încoronat de către legații papei Nicolae al IV-lea.
- 18 decembrie: Birger Magnusson, rege al Suediei (1290-1318).
- noiembrie: Malik Achraf Khalil, sultan mameluc de Egipt (1290-1293).
- Tolkai, han al Hoardei de Aur (1290-1312).